# アモーリー6世・ド・モンフォール

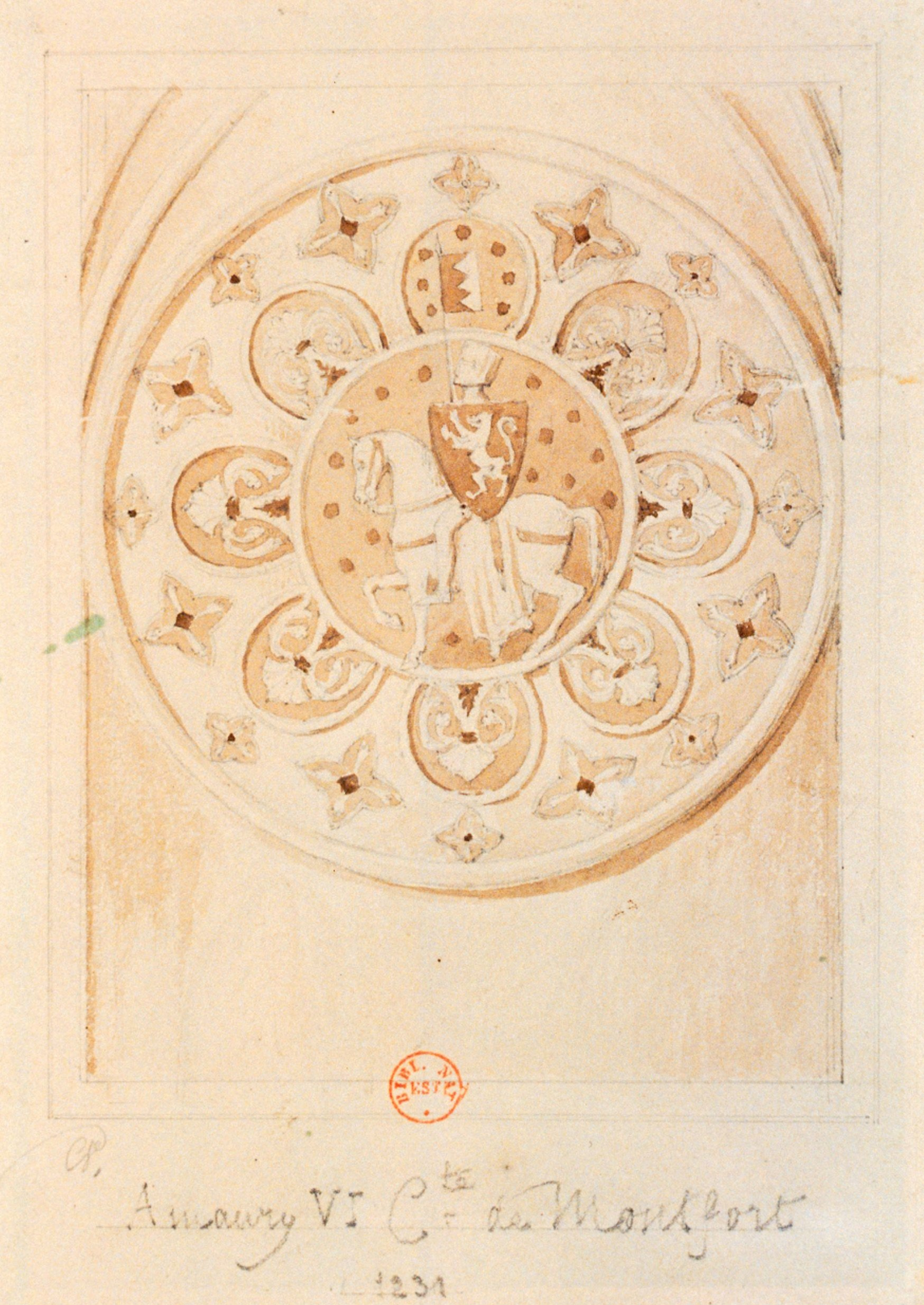
シャルトル大聖堂の窓に描かれたアモーリー6世

アモーリー6世・ド・モンフォール（1192年 - 1241年）は、第5代レスター伯シモン・ド・モンフォールとアリックス・ド・モンモランシーの息子で、第6代レスター伯シモン・ド・モンフォールの兄。アモーリーは父親のフランスの領地を相続し、弟のシモンはイングランドのレスター伯位を相続した。

## 生涯

### アルビジョア十字軍
父シモンは1209年にアルビジョワ十字軍のため出発した。アモーリーがいつ南部で父と合流したかは不明であるが、おそらく1210年の春、母アリックスが父の援軍を連れて来たときに到着したと思われる。1213年6月24日、カステルノーダリで行われた厳粛儀式において騎士に叙せられ、1218年6月25日に父シモンがトゥールーズで死去するまで父の指揮下で戦った。父の後継者として、トゥールーズ伯領（父シモンが十字軍での功績に対する褒賞としてトゥールーズ伯レーモン6世から奪ったもの）とラングドックのその他の称号と領地を相続した。
1224年、ラングドックの称号と領地をルイ8世に譲った。その代わりに、アモーリーは伯爵に昇爵し、数年後の1230年にアモーリは伯父マチュー2世・ド・モンモランシーの跡を継いでフランス軍総司令官となった。

### レスター伯領
父は母のアミシー・ド・ボーモン（ロバート3世・ド・ボーモンの娘）からレスター伯位を継承した。父の死後、アモーリーはレスター伯となったが、フランス王の臣下であったため、同時にイングランド王の家臣となることはできなかった。1230年までに、アモーリーと弟シモンは、父の相続財産を分割することを決定した。アモーリーはフランスのモンフォール・ラモーリを保持し、シモンはイングランドのレスターを得ることとなった。しかし、その後10年ほど状況に変化はなく、1239年4月11日になってようやくアモーリーはイングランドでの権利を正式に放棄し、ヘンリー3世はシモンをレスター伯として認めた。

### バロン十字軍
1239年、アモーリーはナバラ王テオバルド1世、ブルゴーニュ公ユーグ4世、その他多くの王国の貴族とともに、バロン十字軍のため聖地へ出発した。ルイ9世は十字軍には参加しなかったが、アモーリーにフランス王室の紋章であるユリの紋章を携行することを許可することで、この遠征に王室のお墨付きを与えた。1239年11月13日、アモーリーはガザでバル伯アンリ2世が率いた戦いで捕虜となり、アンリ2世は戦死し、他の600人の捕虜とともにエジプトへ連行された。アモーリーはその後18か月間カイロの地下牢で過ごしたが、他の捕虜が誰であるかをスルタンに告げなかったため、他の捕虜よりも厳しく扱われた。1241年4月23日、コーンウォール伯リチャード率いる十字軍とエジプトのスルタンがダマスカスのスルタンに対抗するため同盟を結んだ後、アモーリーは他のフランス人捕虜と共に解放された。同年後半、アモーリーは帰国途中のオトラントで亡くなり、教皇の命令によりサン・ピエトロ大聖堂に埋葬された。アモーリーの心臓は、死に際して本人の希望により、モンフォール・ラモーリ近郊のオート＝ブリュイエール修道院に運ばれ、シャルトル司教オーブリー・ル・コルニュがそれを彫像に納めた。

## 結婚と子女
アモーリーはギーニュ6世・ド・ヴィエノワの娘ベアトリスと結婚し、以下の子女をもうけた。
- ジャン1世[9]（1228年頃 - 1249年） - モンフォール伯。ジャンヌ・ド・シャトーダン（:en:Jeanne de Chateaudun）と結婚。
- マルグリット（1289/90年没） - ソワソン伯ジャン3世（英語版）と結婚[10]
- ロール（1270年没） - オマール伯フェルディナン2世と結婚
- アデル（アリックス、1230年 - 1279年3月28日） - シモン2世・ド・クレルモン＝ネール（1220年 - 1288年）と結婚
- ペルネル（1275年12月5日没[11]） - ポール・ロワイヤル修道院長